# Cheilosia canicularia
Cheilosia canicularia là một loài ruồi trong họ Ruồi giả ong (Syrphidae). Loài này được Panzer mô tả khoa học đầu tiên năm 1801. Cheilosia canicularia phân bố ở vùng Cổ Bắc giới